# Benton (Missouri)
Benton – miasto w Stanach Zjednoczonych, w stanie Missouri, siedziba administracyjna hrabstwa Scott.